# IC 1022
IC 1022 ist eine Spiralgalaxie vom Hubble-Typ Sb im Sternbild Jungfrau an der Ekliptik. Sie ist rund 77 Millionen Lichtjahre von der Milchstraße entfernt.
Das Objekt wurde am 19. Juli 1892 von Stéphane Javelle entdeckt.